# Ounasjoki
De Ounasjoki (Noord-Samisch: Ovnnesjohka) is een rivier in de Finse regio Lapland. Het is de langste zijrivier in Finland en ook de langste rivier die volledig binnen Finland ligt. De Ounasjoki vertrekt vanuit het Ounasjärvi (Ounasmeer) in Enontekiö. Van hieruit stroomt de rivier naar het zuiden, richting Rovaniemi, om daar samen te vloeien met de Kemijoki. Met een oppervlakte van 13 968 km² maakt de rivier zo'n 27% van het totale stroomgebied van de Kemijoki uit.
Er wordt op de rivier ook waterkracht opgewekt in 10 waterkrachtcentrales. Deze hebben een gezamenlijke productie van 900 GWh. Ook wordt er veel gevist op de Ounasjoki; vooral vlagzalmen, forellen en snoeken kunnen hier gevangen worden.